# Berresfordia
Berrisfordia é um género botânico pertencente à família Aizoaceae.

## Espécies
- Berresfordia khamiesbergensis